# Comparación de programas de screencast
Comparativa de los programas notables de screencasting, que se utilizan para grabar la actividad de la pantalla de la computadora, el movimiento del ratón, y a menudo incluye audio en vivo para su posterior reproducción. Screencasting es una tecnología de comunicación asíncrona (no en tiempo real). Esta categoría de software se utiliza para grabaciones de demostraciones, asistencia técnica remota, presentaciones de ventas, y la formación.

## Comparación de especificaciones
| Nombre del producto            | Editor                           | Última versión estable                 | Fecha del último lanzamiento | SO                             | Licencia de software               | Código cerrado |
| ------------------------------ | -------------------------------- | -------------------------------------- | ---------------------------- | ------------------------------ | ---------------------------------- | -------------- |
| ActivePresenter                | Atomi Systems                    | 5.0                                    | 2014-12-24                   | Windows                        | No libre (Propietario commercial)  | No             |
| ActivePresenter Free Edition   | Atomi Systems                    | 5.0                                    | 2014-12-24                   | Windows                        | Freeware                           | No             |
| Adobe Captivate                | Adobe Systems                    | 5.0                                    | 2010-16-01                   | Windows linux                  | No libre (Propietario commercial)  | No             |
| AviScreen                      | Bobyte Software                  | 1.2                                    | 2010                         | Windows                        | No libre (Propietario commercial)  | No             |
| Bandicam                       | Bandicam Company                 | 6.1.0.2044                             | 2023-02-28                   | Windows                        | {No libre (Propietario commercial) | No             |
| BB FlashBack                   | Blueberry Software               | 2.7                                    | 2010-07-15                   | Windows                        | No libre (Propietario commercial)  | No             |
| BB FlashBack Express           | Blueberry Software               | 2.7                                    | 2010-07-15                   | Windows                        | Freeware                           | No             |
| BSR Screen Recorder            | BSRSoft                          | 4.4.3                                  | 2010-09-27                   | Windows                        | No libre (Propietario commercial)  | No             |
| CamStudio                      | CamStudio.org                    | 2.5 Beta 1                             | 2007-09-06                   | Windows                        | Libre (GPL Versión 2)              | Sí             |
| Camtasia Studio                | TechSmith                        | 8.1                                    | 2013-07-14                   | Windows                        | No libre (Propietario commercial)  | No             |
| Camtasia for Mac               | TechSmith                        | 2.1                                    | 2013-07-14                   | Mac OS X                       | No libre (Propietario commercial)  | No             |
| Capture Fox                    | Zafer Gurel                      | 0.7.0                                  | 2009-11-25                   | Windows                        | Libre (MPL Version 1.1)            | Sí             |
| Clipchamp                      | Clipchamp                        | 1.7.3                                  | 2021-02-22                   | Windows, Mac OS                | No libre (Propietario commercial)  | No             |
| Debut captura de vídeo         | NCH Software                     | 7.38                                   | 2021-05-21                   | Windows Mac OS X               | No libre (Propietario commercial)  | No             |
| Demo Builder                   | Tanida Software                  | 8.0.4.3                                | 2011-02-04                   | Windows                        | No libre (Propietario commercial)  | No             |
| DemoCreator                    | Wondershare Software Co., Ltd.   | 2.8.1.9                                | 2009-12-15                   | Windows                        | No libre (Propietario commercial)  | No             |
| DemoRecorder                   | DemoRecorder.com                 | 2.5.17                                 | 2009-06-24                   | Linux                          | No libre (Propietario commercial)  | No             |
| E.M. Free Game Capture         | EffectMatrix Ltd. Company        | 2.30                                   | 2008-12-25                   | Windows                        | No libre (Propietario commercial)  | No             |
| FonePaw Screen Recorder        | FonePaw                          | 5.7.0                                  | 2022-01-16                   | Windows Mac OS X               | No libre (Propietario commercial)  | No             |
| AnyRec Screen Recorder         | AnyRec                           | 1.0.38                                 | 2023-02-10                   | Windows Mac OS X               | No libre (Propietario commercial)  | No             |
| FFmpeg                         | FFmpeg.org                       | 0.5                                    | 2009-03-10                   | Multiplataforma                | Libre (LGPL)                       | Sí             |
| FlashDemo Studio               | FlashDemo.NET                    | 2.27                                   | 2011-01-10                   | Windows                        | No libre (Propietario commercial)  | No             |
| Fraps                          | Beepa Pty Ltd                    | 3.3.3                                  | 2011-03-15                   | Windows                        | No libre (Propietario commercial)  | No             |
| Glc                            | Edgewall Software                | 0.5.7                                  | 2008-08-25                   | Linux                          | Libre (Zlib)                       | Sí             |
| GoView                         | Citrix                           | 1.0b80                                 | 2009                         | Windows                        | Freeware                           | No             |
| Grabilla                       | Grabilla.com                     | 1.19                                   | 2013-12-25                   | Windows                        | Freeware                           | No             |
| Growler Guncam                 | Growler Software                 | 3.2.4.0                                | 2007-06-14                   | Windows                        | No libre (Propietario commercial)  | No             |
| HitPaw Screen Recorder         | HitPaw                           | 1.0.0                                  | 2021-05-25                   | Windows                        | Sí (Propietario commercial)        | No             |
| HyperCam                       | Hyperionics & Solveig Multimedia | 3.0.1006.10                            | 2010-06-16                   | Windows                        | No Sí(Propietario commercial)      | No             |
| iShowU HD                      | shinywhitebox ltd                | 2.1.1                                  | 2009-05-24                   | Mac OS X 10.5                  | No libre (Propietario commercial)  | No             |
| Istanbul                       | Red Hat, Inc.                    | 0.2.2                                  | 2007-02-21                   | Linux                          | No°C∧ (GPL)                        | Sí             |
| Jing Pro                       | TechSmith                        |                                        |                              | Windows X                      | No libre (Propietario commercial)  | No             |
| Jing                           | TechSmith                        |                                        |                              | Windows Mac OS X               | Freeware                           | No             |
| Microsoft Expression Encoder   | Microsoft Corporation            | 3                                      | 2009-07-22                   | Windows                        | No libre (Propietario commercial)  | No             |
| Nero Vision                    | Nero AG                          | 8.2.8.0                                | 2008                         | Windows                        | No libre (Propietario commercial)  | No             |
| Pixetell                       | Ontier Inc.                      | 1.3.11913                              | 2010-01-15                   | Windows                        | No libre (Propietario commercial)  | No             |
| QuickTime X (PRO Version Only) | Apple Inc.                       | 10.0 (118)                             | 2010-03-29                   | Mac OS X                       | Parte de Mac OS X                  | No             |
| Recordable                     | Invisibility                     | 3.4.1                                  | 2014-10-18                   | Android                        | No libre (Propietario              | No             |
| RecordMyDesktop                | SourceForge                      | 0.3.8                                  | 2008-12-13                   | Linux                          | Libre (GPL)                        | Sí             |
| Replay Video Capture           | Applian Technologies Inc.        | 4.0                                    | 2009                         | Windows                        | No libre (Propietario commercial)  | No             |
| Screencam                      | SmartGuyz Inc.                   | 3.3.0                                  | 2009-03-24                   | Windows                        | No libre (Propietario commercial)  | No             |
| ScreenFlow                     | Telestream                       | 2.1.4                                  | 2010-10-7                    | Mac OS X 10.5                  | No libre (Propietario commercial)  | No             |
| Screenium                      | Google Code                      | 1.4.3                                  | 2011-02-07                   | Mac OS X 10.4.11-Mac OS X 10.6 | No libre (Propietario commercial)  | No             |
| ScreenClue                     | Recorm Technologies              | 3.1.0                                  | 2010                         | Microsoft Windows              | No libre (Propietario commercial)  | No             |
| ScreenToaster                  | ScreenToaster.com                | N/A                                    | N/A                          | Aplicación web                 | Freeware                           | No             |
| Screencast-O-Matic             | Big Nerd Software, LLC           | N/A                                    | N/A                          | Aplicación web                 | Freeware                           | No             |
| Screenr                        | Articulate Global, Inc.          |                                        |                              | Aplicación web                 | Freeware                           | No             |
| Screenred                      | Screenred                        | 1.0.87                                 | 2020                         | Windows Mac OS X               | No libre (Propietario commercial)  | No             |
| SnagIt                         | TechSmith                        | 10                                     | 2010                         | Windows Mac OS X               | No libre (Propietario commercial)  | No             |
| Snapz Pro X                    | Ambrosia Software                | 2.2.3                                  |                              | Mac OS X                       | No libre (Propietario commercial)  | No             |
| Taksi                          | SourceForge                      | 0.7.6                                  | 2006-06-22                   | Windows                        | Libre (Licencia BSD)               | Sí             |
| Total Screen Recorder          | Total Screen Recorder, Inc.      | 1.5.34                                 | 2010-03-08                   | Windows                        | No libre (Propietario commercial)  | No             |
| VirtualDub                     | Avery Lee                        | 1.9.9                                  | 2010-04-09                   | Windows                        | Libre (GPL)                        | Sí             |
| VLC media player               | SourceForge                      | 1.1.7                                  | 2011-02-01                   | Multiplataforma                | Libre (GPL)                        | Sí             |
| Voila                          | Global Delight Technologies      | 3.0.3                                  | 2011-01-30                   | Mac OS X 10.5.8                | No libre (Propietario commercial)  | No             |
| Windows Media Encoder          | Microsoft Corporation            | 9.00.00.3352 (x86) 10.00.00.3809 (x64) | 2002                         | Windows                        | Freeware                           | No             |
| Wink                           | Satish Kumar                     | 2.0                                    | 2008-07-14                   | Multiplataforma                | Freeware                           | No             |
| WM Capture                     | Applian Technologies Inc.        | 4.0                                    | 2009-06                      | Windows                        | No libre (Propietario commercial)  | No             |
| XVidCap                        | SourceForge                      | 1.1.7                                  | 2008-07-13                   | Linux                          | Libre (GPL)                        | Sí             |
| ZD Soft Screen Recorder        | ZD Soft                          | 4.1.3.0                                | 2010                         | Windows                        | No libre (Propietario commercial)  | No             |
| KahlownLite                    | KahlownLite                      | 1.0                                    | 2011                         | Windows                        | No libre (Propietario commercial)  | No             |

## Comparación de características
| Nombre del producto          | ¿Código abierto? | ¿Puede grabar audio? | ¿Graba todo el escritorio? | ¿Soporta pantalla completa OpenGL? | ¿Soporta pantalla completa DirectX? | ¿Soporta edición post-grabación? |
| ---------------------------- | ---------------- | -------------------- | -------------------------- | ---------------------------------- | ----------------------------------- | -------------------------------- |
| ActivePresenter              | No               | Sí                   | Sí                         | ?                                  | ?                                   | Sí                               |
| Adobe Captivate              | No               | Sí                   | Sí                         | ?                                  | ?                                   | Sí                               |
| Bandicam                     | No               | Sí                   | Sí                         | Sí                                 | Sí                                  | No                               |
| BSR Screen Recorder          | No               | Sí                   | Sí                         | Sí                                 | Sí                                  | Sí                               |
| CamStudio                    | Sí               | Sí                   | Sí                         | ?                                  | ?                                   | No                               |
| Camtasia Studio              | No               | Sí                   | Sí                         | Sí                                 | Sí                                  | Sí                               |
| Capture Fox                  | Sí               | Sí                   | Sí                         | ?                                  | ?                                   | No                               |
| Clipchamp                    | No               | Sí                   | Sí                         | ?                                  | ?                                   | Sí                               |
| Demo Builder                 | No               | Sí                   | Sí                         | ?                                  | Sí                                  | Sí                               |
| DemoCreator                  | No               | Sí                   | Sí                         | ?                                  | ?                                   | Sí                               |
| DemoRecorder                 | No               | Sí                   | Sí                         | Sí                                 | N/A                                 | No                               |
| E.M. Free Game Capture       | No               | ?                    | ?                          | ?                                  | ?                                   | No                               |
| FonePaw Screen Recorder      | No               | Sí                   | Sí                         | Sí                                 | Sí                                  | Sí                               |
| AnyRec Screen Recorder       | No               | Sí                   | Sí                         | Sí                                 | Sí                                  | Sí                               |
| FFmpeg                       | Sí               | Sí                   | Sí                         | Sí                                 | ?                                   | No                               |
| FlashDemo Studio             | No               | Sí                   | Sí                         | ?                                  | ?                                   | Sí                               |
| Fraps                        | No               | Sí                   | Sí                         | Sí                                 | Sí                                  | No                               |
| Glc                          | Sí               | Sí                   | No                         | Sí                                 | N/A                                 | No                               |
| Growler Guncam               | No               | Sí                   | ?                          | ?                                  | ?                                   | No                               |
| HitPaw Screen Recorder       | No               | Sí                   | Sí                         | ?                                  | ?                                   | Sí                               |
| HyperCam                     | No               | Sí                   | Sí                         | ?                                  | ?                                   | No                               |
| iShowU HD                    | No               | Sí                   | Sí                         | Sí                                 | N/A                                 | ?                                |
| Microsoft Expression Encoder | No               | Sí                   | Sí                         | Sí                                 | Sí                                  | Sí                               |
| Nero Vision                  | No               | Sí                   | ?                          | ?                                  | ?                                   | Sí                               |
| OBS Studio                   | Sí               | Sí                   | Sí                         | Sí                                 | Sí                                  | No                               |
| Pixetell                     | No               | Sí                   | Sí                         | Sí                                 | Sí                                  | Sí                               |
| Recordable                   | No               | Sí                   | Sí                         | Sí                                 | Sí                                  | No                               |
| RecordMyDesktop              | Sí               | Sí                   | Sí                         | ?                                  | N/A                                 | No                               |
| Replay Video Capture         | No               | Sí                   | Sí                         | ?                                  | ?                                   | No                               |
| Screencam                    | No               | Sí                   | Sí                         | Sí                                 | Sí                                  | Sí                               |
| ScreenFlow                   | No               | Sí                   | Sí                         | Sí                                 | N/A                                 | Sí                               |
| Screenium                    | No               | Sí                   | Sí                         | ?                                  | ?                                   | ?                                |
| Screenjelly                  | No               | Sí                   | Sí                         | ?                                  | ?                                   | No                               |
| ScreenClue                   | No               | Sí                   | Sí                         | ?                                  | Sí                                  | Sí                               |
| Screenrec                    |                  |                      |                            |                                    |                                     |                                  |
| ScreenToaster                | No               | Sí                   | Sí                         | ?                                  | ?                                   | Sí                               |
| SnagIt                       | No               | Sí                   | Sí                         | Sí                                 | Sí                                  | No                               |
| Taksi                        | Sí               | No                   | No                         | Sí                                 | Sí                                  | No                               |
| Total Screen Recorder        | No               | Sí                   | Sí                         | Sí                                 | Sí                                  | ?                                |
| VirtualDub                   | Sí               | Sí                   | ?                          | ?                                  | ?                                   | Limitado                         |
| VLC                          | Sí               | Sí                   | Sí                         | ?                                  | ?                                   | No                               |
| Voila                        | No               | Sí                   | Sí                         | ?                                  | ?                                   | No                               |
| Windows Media Encoder        | No               | Sí                   | Sí                         | ?                                  | ?                                   | No                               |
| Wink                         | No               | Sí                   | Sí                         | ?                                  | ?                                   | Sí                               |
| WM Capture                   | No               | Sí                   | Sí                         | ?                                  | ?                                   | No                               |
| XVidCap                      | Sí               | Sí                   | ?                          | ?                                  | N/A                                 | No                               |
| ZD Soft Screen Recorder      | No               | Sí                   | Sí                         | ?                                  | ?                                   | ?                                |